# Patch (computação)
Um patch (termo da língua inglesa que significa, literalmente, "remendo") é um programa de computador criado para atualizar ou corrigir um software de forma a melhorar sua usabilidade ou performance. Quando patches corrigem bugs ou vulnerabilidades de segurança, se dá o nome de bugfix.
Esta técnica pode ser utilizada como uma das formas de distribuir uma liberação de software. É muito utilizada em jogos para computadores de forma a atualizar o conteúdo disponível.
É importante lembrar que, normalmente, essa prática acaba, muitas vezes, causando quedas de eficiência em empresas, por exemplo. Por isso, juntamente com ela, é feito o gerenciamento de patches, que visa diminuir o tempo gasto para essas ações.

## Gerenciamento de Patches de Segurança
O "Gerenciamento dos Patches de Segurança" busca equilibrar os interesses da instituição que mantém o funcionamento de um software com as suas atualizações de segurança. Nesse sentido, o gerenciamento dos patches prioriza falhas críticas no servidor e busca resolvê-las, visto que, para as empresas de tecnologia, não é eficiente resolver todos os problemas do sistema no mesmo momento. Com isso, as atualizações consertam problemas graves e monitoram a segurança do programa em questão, ainda que o patch não acabe resolvendo, completamente, todos os erros.
Além disso, é interessante que, nesse processo de gerenciamento, a automação seja uma ferramenta utilizada para potencializar a produtividade da empresa na parte da aplicação dos patches nos computadores dos usuários.
Abaixo serão citadas algumas das melhores práticas de gerenciamento de patches:
- Programação: Estabelecimento de um cronograma para garantir identificação e consequente aplicação de novas Patches regularmente;
- Colaboração: União de várias equipes especializadas em diferentes áreas para decidirem quais tecnologias e métodos serão utilizados na aplicação da Patch;
- Automação: O gerenciamento de Patches pode ser feito de forma automática, podendo ocorrer com uma frequência maior ou não, dependemos da necessidade;
- Priorização de Patches: Nos casos em que há a necessidade de muitas Patches, recomenda-se atualizar primeiro as mudanças mais críticas de modo a evitar a ocorrência de ataques cibernéticos.

## Tipos de Patches
1. Patches de correção de bugs: Esses programas atuam na correção de falhas para que o software funcione da melhor maneira, permitindo uma boa experiência por parte do usuário[6][7];
2. Patches de segurança: Corrigem problemas de vulnerabilidade do software, melhorando a segurança dos usuários e evitando ataques cibernéticos;
3. Patches de recursos ou de atualização: Adição de novos recursos ao software, como melhorias de desempenho ou adição de novas funcionalidades.

## Usos Comuns
- Patch e os jogos de computador

Um exemplo prático do uso dos patches é na correção de jogos de computador. Esse tipo de software é o que mais utiliza esse tipo de programa para correção de problemas relacionados à compatibilidade (que podem ser bem comuns após o lançamento do jogo) e para mudanças das diretrizes e/ou regras. 
Além disso, em jogos de FPS multiplayer e em MMORPGs, que é um tipo de jogo mais complexo, podendo ter uma grande quantidade de jogadores simultâneos e muito conteúdo, é bastante comum o uso dos patches para adicionar recursos extras e ajustes necessários.
Aqui estão alguns exemplos do uso de patches em diferentes jogos:
1. Revelation M
2. Bad Parenting 1: Mr. Red Face - Aqui, o patch está identificado apenas como um update e pode ser encontrado clicando em "More information". Clique aqui para ver outro exemplo do mesmo jogo.

## Variantes

### Hotfix
Uma atualização de hotfix ou Quick Fix Engineering (atualização QFE) é um pacote único e cumulativo que inclui informações (muitas vezes sob a forma de um ou mais arquivos) que são usados para resolver um problema em um produto de software (ou seja, um bug de software). Normalmente, os hotfixes são feitos para resolver uma situação específica do cliente. Microsoft usou esse termo, mas parou em favor de uma nova terminologia: Lançamento de Distribuição Geral (GDR) e Lançamento de Distribuição Limitada (LDR). Blizzard Entertainment, no entanto, define uma correção como "uma alteração feita no jogo considerada crítica o suficiente para que não possa ser mantida até um patch regular de conteúdo".